# Sésamo (Paflagonia)
Sésamo (en griego, Σήσαμος), posteriormente llamada Amastris, era una antigua ciudad griega de Paflagonia, que es mencionada por Homero en el catálogo de los troyanos de la Ilíada donde formaba parte de los territorios del país de los énetos gobernados por Pilémenes.
Es citada por Apolonio de Rodas entre las ciudades que costearon los argonautas en su viaje hacia la Cólquide. Polieno relata una estratagema del persa Datames según la cual prometió a los de la ciudad de Sinope que tomaría la ciudad de Sésamo, que era su enemiga y se la entregaría, pero pidió ayuda técnica para construir máquinas de asedio. Cuando los de Sinope le proporcionaron los medios, sitió Sinope en lugar de Sésamo.
Estrabón menciona que la ciudad de Sésamo, junto a las de Citoro, Cromne y Tío, se habían unido en sinecismo para formar la ciudad de Amastris, fundada en el año 300 a. C., aunque Tío se separó del sinecismo poco después. La acrópolis de la nueva ciudad de Amastris era la antigua Sésamo.
La nueva ciudad de Amastris, que fue fundada por la reina Amastris, esposa de Dionisio de Heraclea, perteneció al reino del Ponto desde el 279 hasta el 70 a. C., en que fue tomada por Lucio Licinio Lúculo. Posteriormente Pompeyo la incorporó a la provincia romana Ponto-Bitinia.
Se localiza en la actual ciudad turca de Amasra.